# صموئيل جي. كوسغروف
صموئيل جي. كوسغروف هو سياسي أمريكي، ولد في 10 أبريل 1841 في مقاطعة تسكاراواس في الولايات المتحدة، وتوفي في 28 مارس 1909 في باسو روبليس في الولايات المتحدة. نشط حزبياً في الحزب الجمهوري. وقد انتخب حاكم واشنطن ‏ (27 يناير 1909 – 28 مارس 1909).